# クローヴィス (カリフォルニア州)
クローヴィス（Clovis）は、アメリカ合衆国カリフォルニア州のフレズノ郡にある都市。サンフランシスコ都市圏とロサンゼルス都市圏の中間に位置し、フレズノ市の北東に隣接する。人口は約12万人（2020年）。毎年4月下旬に開催されるロデオ大会で知られ、市章には荒馬に乗るカウボーイの図が使われている。また、キングズ・キャニオン国立公園とセコイア国立公園への最寄りの街である。

## 地理
北緯36度49分31秒、西経119度42分11秒 (36.825278, -119.703056)に位置している。アメリカ合衆国統計局によると、この都市は総面積60.289 km² (23.278 mi²) で、そのすべてが陸地である。市域はサンホアキン・バレーの平坦な場所であるが北東部でシエラネバダ山脈の山麓に接している。市の標語"Gateway to the Sierras"はこれに因る。

## 気候
クローヴィスも他のセントラル・カリフォルニアとおなじく年間を通じて穏やかな気候である。
- 年間最高気温が記録されるのは7月
- 気温の最高記録は1905年の46.1℃
- 年間最低気温が記録されるのは12月
- 気温の最低記録は1913年の-8.3℃
- 降水量の一番多い月は3月

## 主な出身者
- ブライソン・デシャンボー - プロゴルファー